# Desmodillus auricularis
Genre
Espèce
Statut de conservation UICN

 LC  : Préoccupation mineure
La Gerbille à poche (Desmodillus auricularis) est la seule espèce du genre Desmodillus. Ce rongeur est localisé en Afrique australe (Namibie, Botswana, Afrique du Sud).